# Unstrut-Hainich-Kreis
Der Unstrut-Hainich-Kreis ist ein Landkreis im Nordwesten von Thüringen.
Der Kreis wurde nach dem Fluss Unstrut und dem Höhenzug Hainich benannt. Raumordnerisch gehört der Kreis zur Planungsregion Nordthüringen und ist Mitglied der Planungsgemeinschaft Nordthüringen.

## Geografie

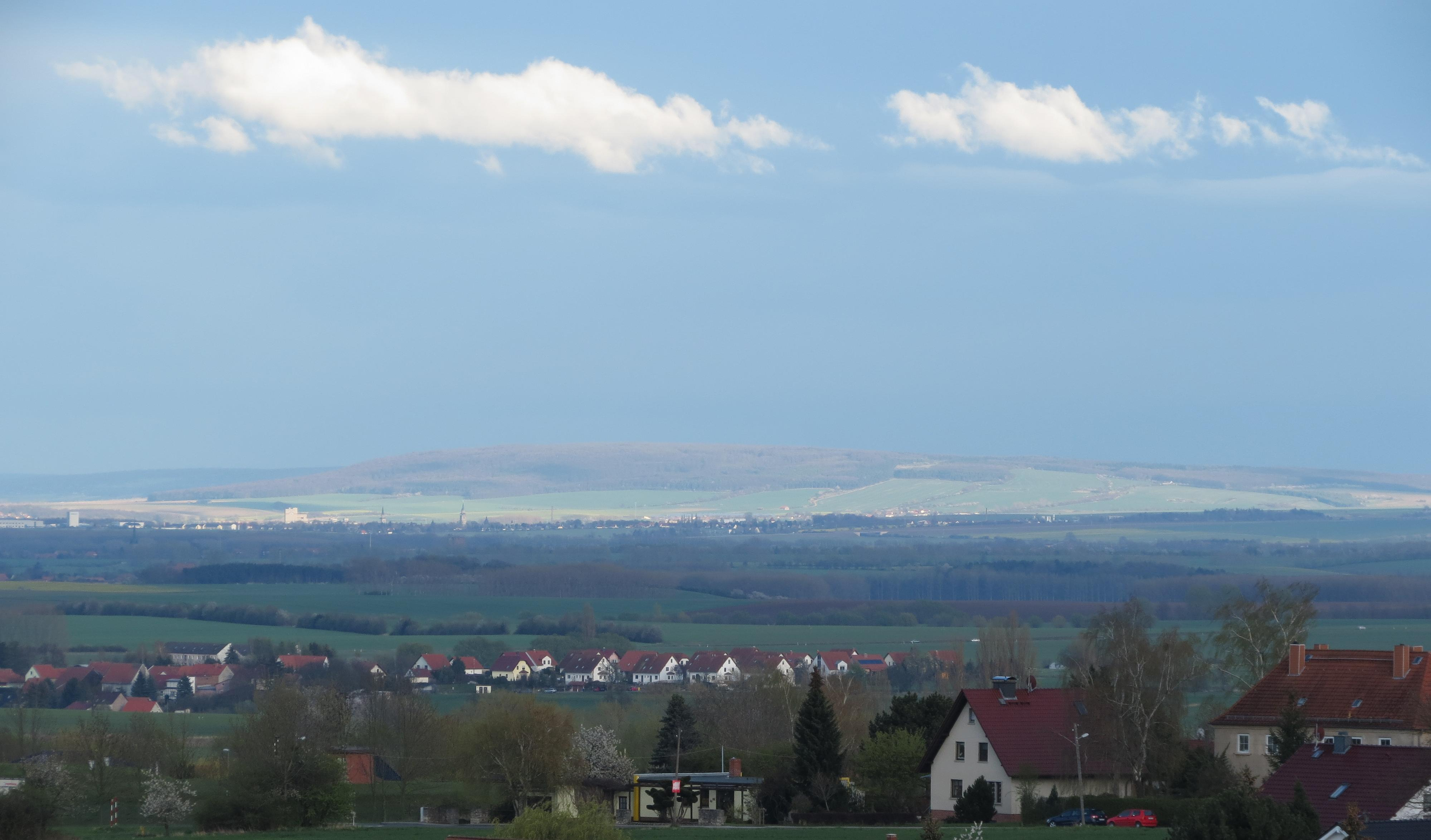
Blick vom Rand des Mühlhäuser Stadtwaldes ins Thüringer Becken

### Lage
Der Unstrut-Hainich-Kreis befindet sich im nordwestlichen Teil des Thüringer Beckens und dessen Randplatten. Das Unstruttal wird im Westen und Norden von den Muschelkalkplatten des Hainichs, des Oberen Eichsfeldes und des Dün eingegrenzt.
Im Südwesten des Unstrut-Hainich-Kreises liegt der geographische Mittelpunkt Deutschlands, wenn man von den Extremen ausgeht (Lage des nördlichsten, östlichsten usw. Punkts in Deutschland). In der Gemarkung Niederdorla der Gemeinde Vogtei wurde eine Steinplatte auf 51° 10′ nördl. Breite und 10° 27′ östl. Länge gesetzt.
Nachbarkreise des Unstrut-Hainich-Kreises sind im Nordwesten der Landkreis Eichsfeld, im Nordosten der Kyffhäuserkreis, im Osten der Landkreis Sömmerda, im Südosten der Landkreis Gotha und im Südwesten der Wartburgkreis. Im Westen grenzt der Unstrut-Hainich-Kreis an den Werra-Meißner-Kreis in Hessen.

### Naturräumliche Gliederung
Der nördliche Teil des Kreises, nördlich einer Linie Obermehler-Kaisershagen-Bickenriede sowie der Hainich zwischen Struth und Weberstedt ist dem Naturraum Hainich-Dün-Hainleite zuzuordnen. Der äußerste Westen des Kreises tangiert den Naturraum Werrabergland-Hörselberge. Das weitere Kreisgebiet ist der Helme-Unstrut-Niederung bei Herbsleben und der Unstrutaue innerhalb des Innerthüringer Ackerhügellandes zuzuordnen.

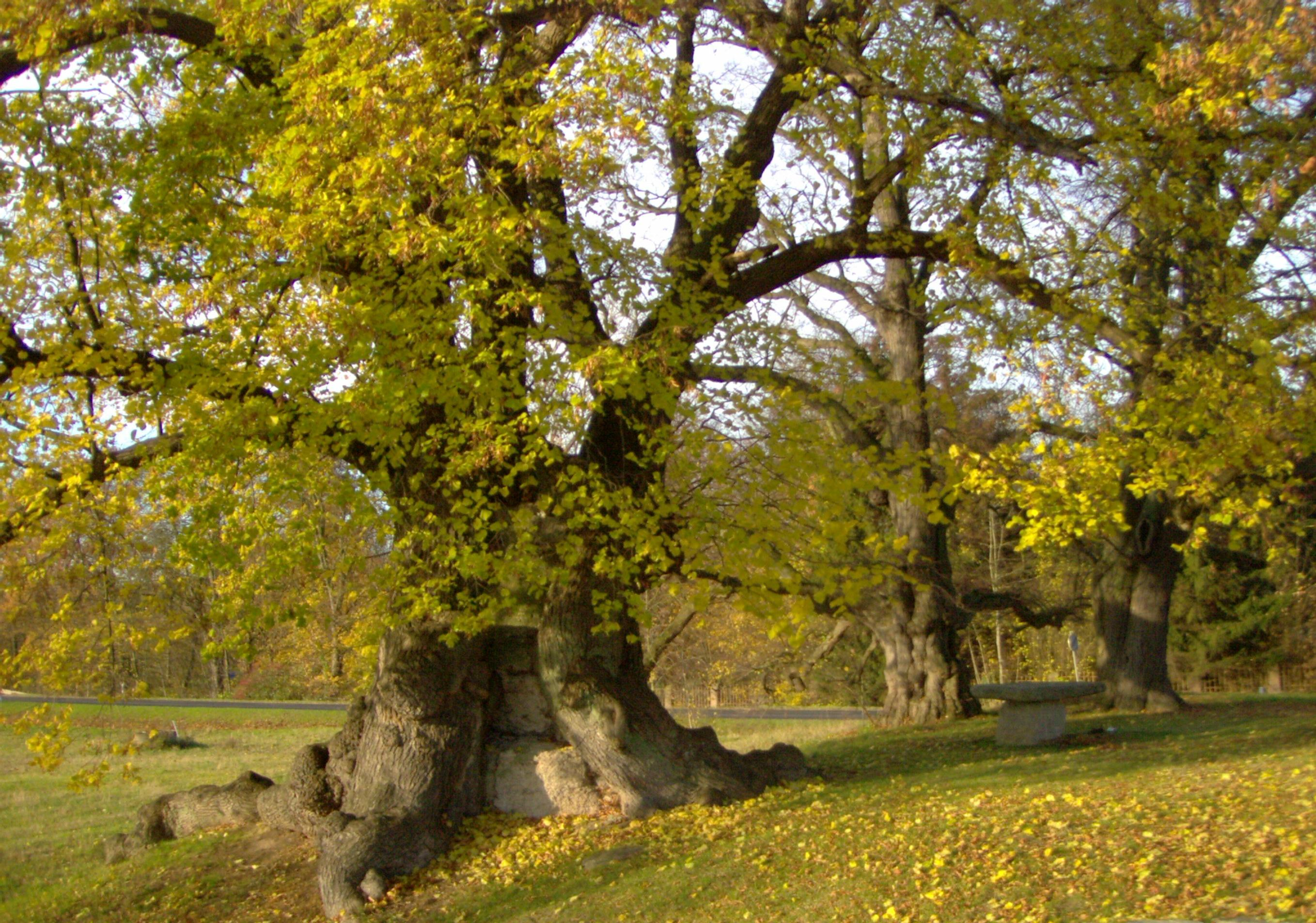
Naturdenkmal Mallinden bei Oberdorla

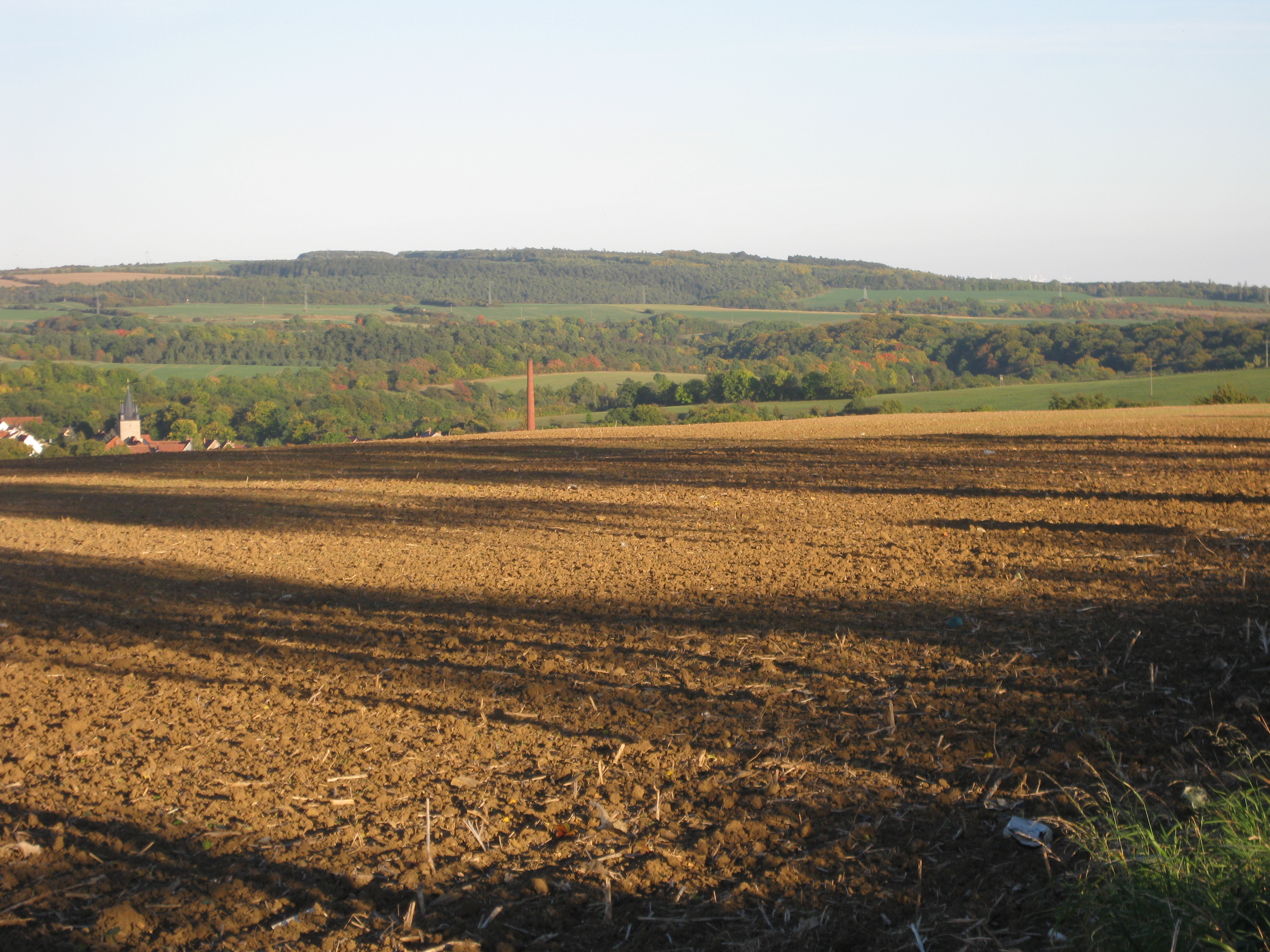
Die Südabdachung des Dün mit dem Forstberg

### Naturschutz
Im Landkreis befinden sich zehn ausgewiesene Naturschutzgebiete (Stand Januar 2017).
Der 1997 gegründete Nationalpark Hainich erstreckt sich über den Süden des Kreisgebietes. Er ist der 13. Nationalpark Deutschlands. Der Naturpark Eichsfeld-Hainich-Werratal umfasst den westlichen Teil des Unstrut-Hainich-Kreises. Der Mühlhäuser Stadtwald ist als Landschaftsschutzgebiet ausgewiesen. Im Unstrut-Hainich-Kreis gibt es 33 geschützte Landschaftsbestandteile, Flächennaturdenkmale und Naturdenkmale (Stand: 15. Dezember 2004).

### Berge und Erhebungen
Die Geländehöhen im Unstrut-Hainich-Kreis betragen zwischen 150 m an der Unstrut unterhalb von Herbsleben und 493 m auf dem Hohes Rode im Hainich bei Eigenrieden. Weitere nennenswerte Berge und Erhebungen sind:
- Auf der Burg (489,1 m), bei Eigenrieden
- Sollstedter Warte (487,1 m) bei Sollstedt
- Dörnerberg (478 m), bei Diedorf
- Winterstein (467,6 m), bei Heyerode
- Lohberg (468 m), südlicher Hainich
- Schlegelsberg (461,2 m), bei Faulungen
- Auf der Delle (461,0 m) (Karnberg) bei Wendehausen
- Haardt (451,3 m), bei Kammerforst
- Dudelberg (435,1 m), bei Hallungen
- Engstenberg (432,5 m), bei Hallungen
- Mühlberg (430 m), bei Hallungen
- Forstberg (395,4 m), nördlich Mühlhausen
- Ruppertsberg (371,6 m), bei Hallungen
- Lehdenberg (Heilinger Höhen) (367,6 m), bei Marolterode
- Teufelsberg (358,1 m) (Große Harth), bei Wiegleben
- Rohrbachskopf (347,7 m), bei Hallungen
- Warthügel (323,6 m), bei Hollenbach
- Wartberg (276,8 m), bei Nägelstedt
- Roter Berg (240,2 m), bei Altengottern

### Gewässer

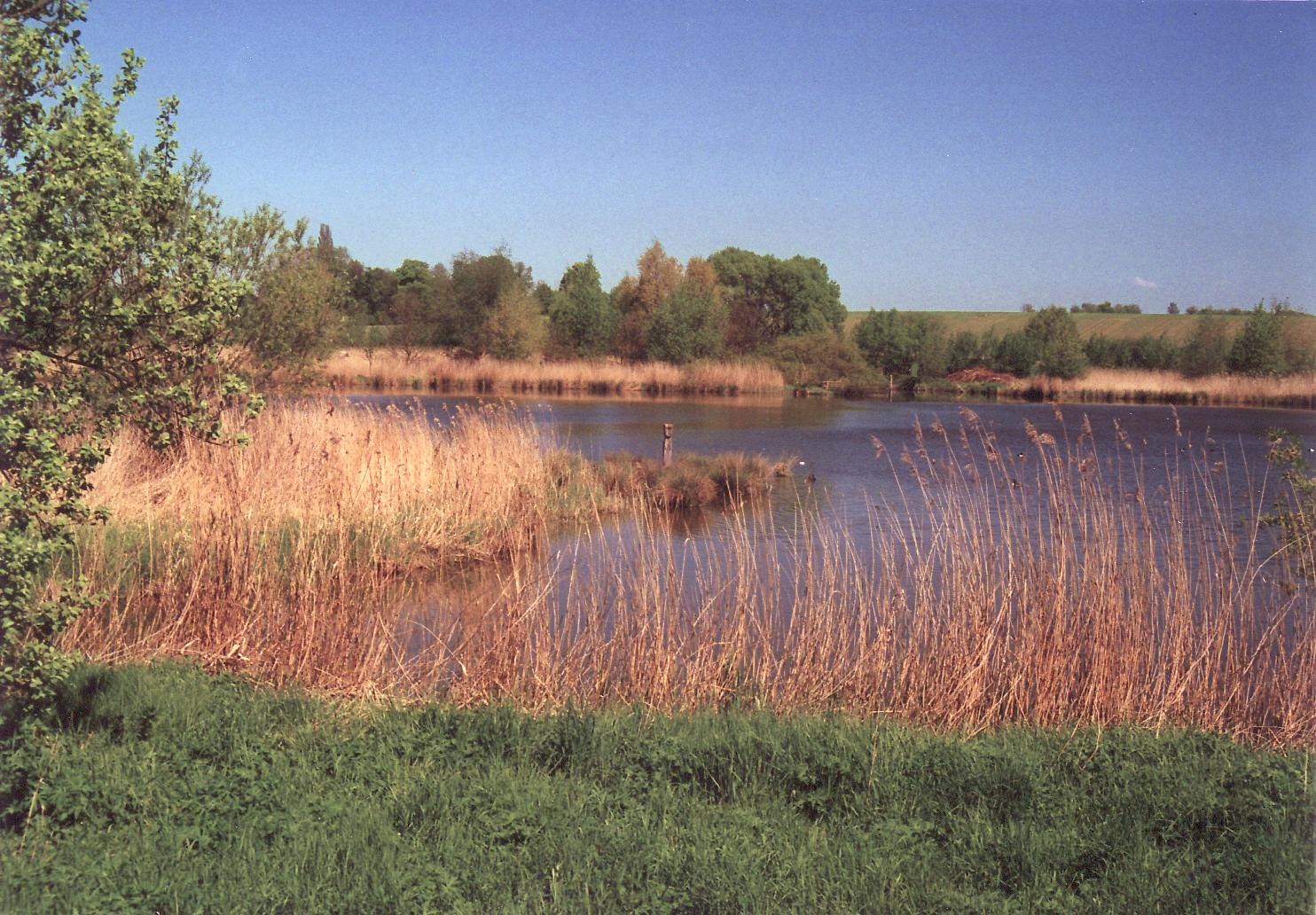
Das Opfermoor Niederdorla

Der Großteil des Unstrut-Hainich-Kreises entwässert über die Unstrut und, im nordöstlichen Teil, über die Helbe zu Saale und Elbe. Der Westen des Kreisgebietes liegt mit den Gewässern Haselbach und Frieda im Einzugsgebiet von Werra und Weser. Ein bedeutendes Standgewässer ist die Talsperre Seebach mit einem Stauraum von fünf Millionen Kubikmetern auf einer Wasserfläche von 1,1 km². Das frühere Moorgebiet bei Niederdorla ist heute ein See.

## Geschichte

### Gründung des Landkreises

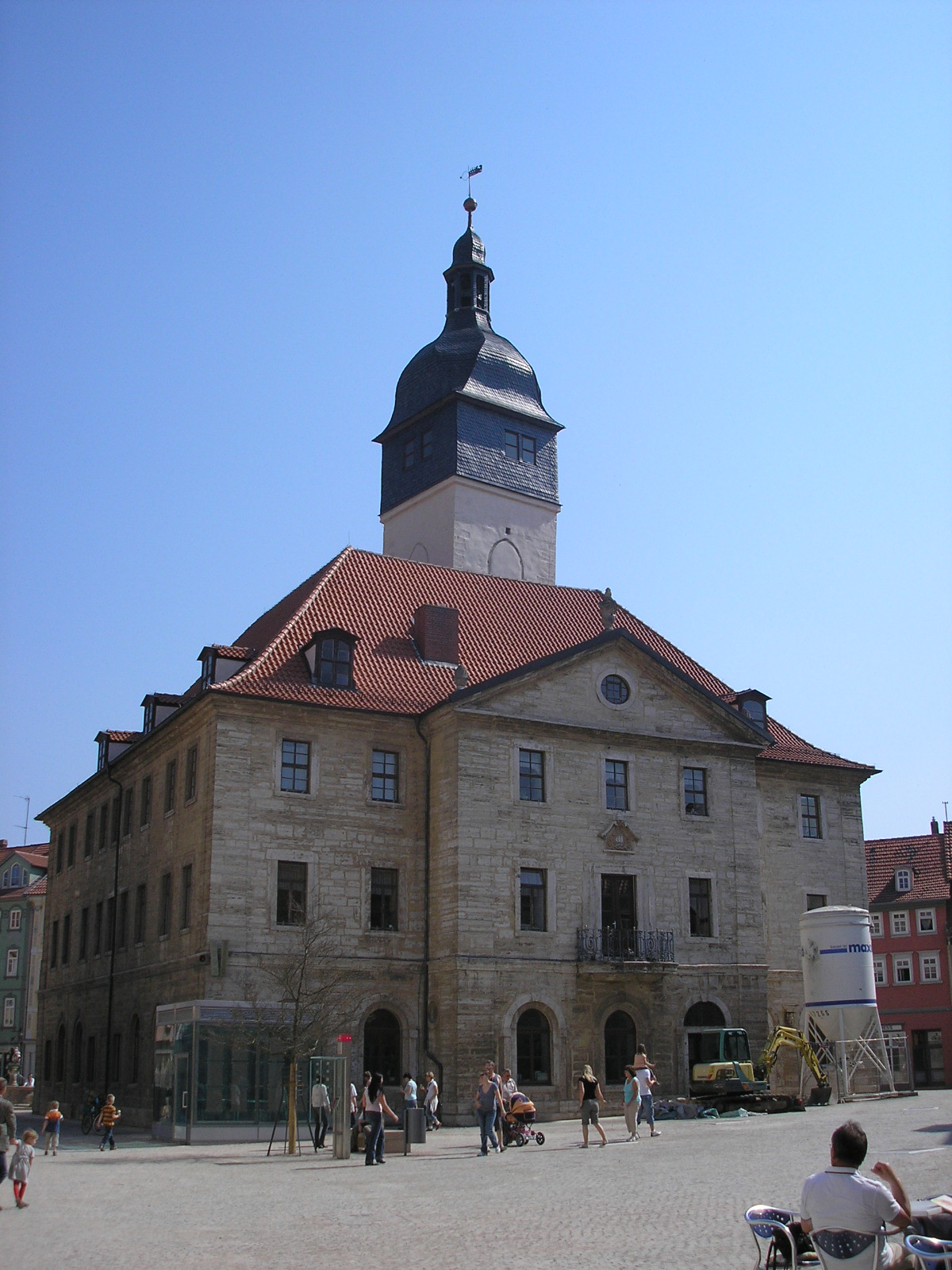
Rathaus in Bad Langensalza, der zweitgrößten Stadt im Unstrut-Hainich-Kreis, bis 1994 Kreisstadt

Der Unstrut-Hainich-Kreis entstand am 1. Juli 1994 durch die Neuordnung der Kreise in Thüringen aus dem Altkreis Mühlhausen (MHL) und dem Großteil des Altkreises Langensalza (LSZ). Einige Gemeinden des Landkreises Bad Langensalza gingen an den Wartburgkreis und an den Landkreis Gotha.

### Einwohnerentwicklung

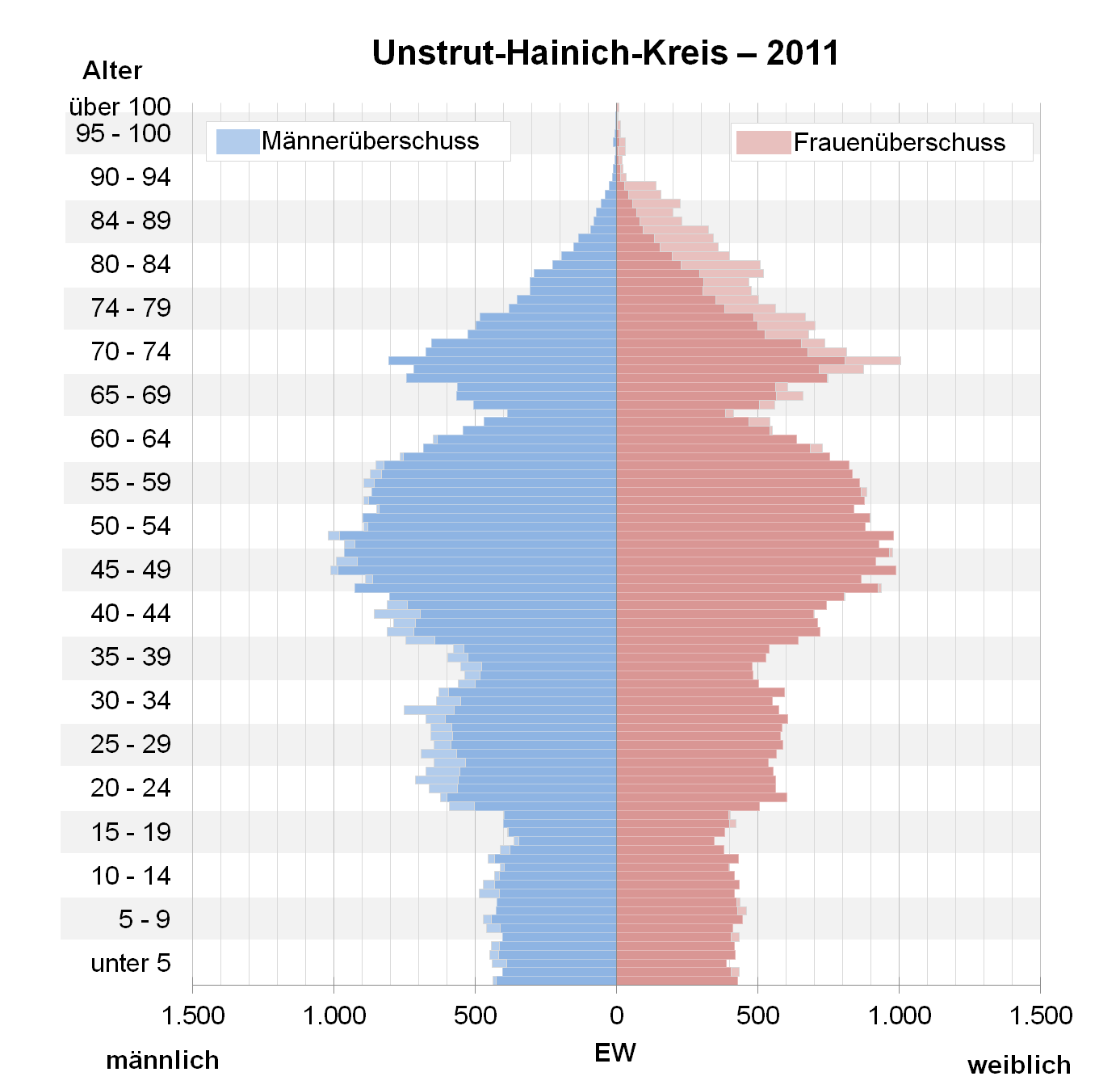
Bevölkerungspyramide für den Unstrut-Hainich-Kreis (Datenquelle: Zensus 2011)

| Jahr | Einwohner |
| ---- | --------- |
| 1994 | 122.713   |
| 1995 | 122.229   |
| 1996 | 122.068   |
| 1997 | 121.101   |
| 1998 | 120.816   |
| 1999 | 120.643   |
| 2000 | 119.504   |
| 2001 | 118.446   |
| 2002 | 117.324   |
| 2003 | 116.069   |

| Jahr | Einwohner |
| ---- | --------- |
| 2004 | 115.100   |
| 2005 | 113.962   |
| 2006 | 112.620   |
| 2007 | 111.643   |
| 2008 | 110.581   |
| 2009 | 109.606   |
| 2010 | 108.758   |
| 2011 | 108.040   |
| 2012 | 104.947   |
| 2013 | 104.245   |

| Jahr | Einwohner |
| ---- | --------- |
| 2014 | 103.922   |
| 2015 | 105.273   |
| 2016 | 103.948   |
| 2017 | 103.504   |
| 2018 | 102.912   |
| 2019 | 102.232   |
| 2020 | 101.698   |
| 2021 | 101.269   |
| 2022 | 100.435   |
| 2023 | 96.458    |

| Jahr | Einwohner |
| ---- | --------- |
| 2024 | 94.613    |

Datenquelle: ab 1994 Thüringer Landesamt für Statistik – Werte vom 31. Dezember

## Politik

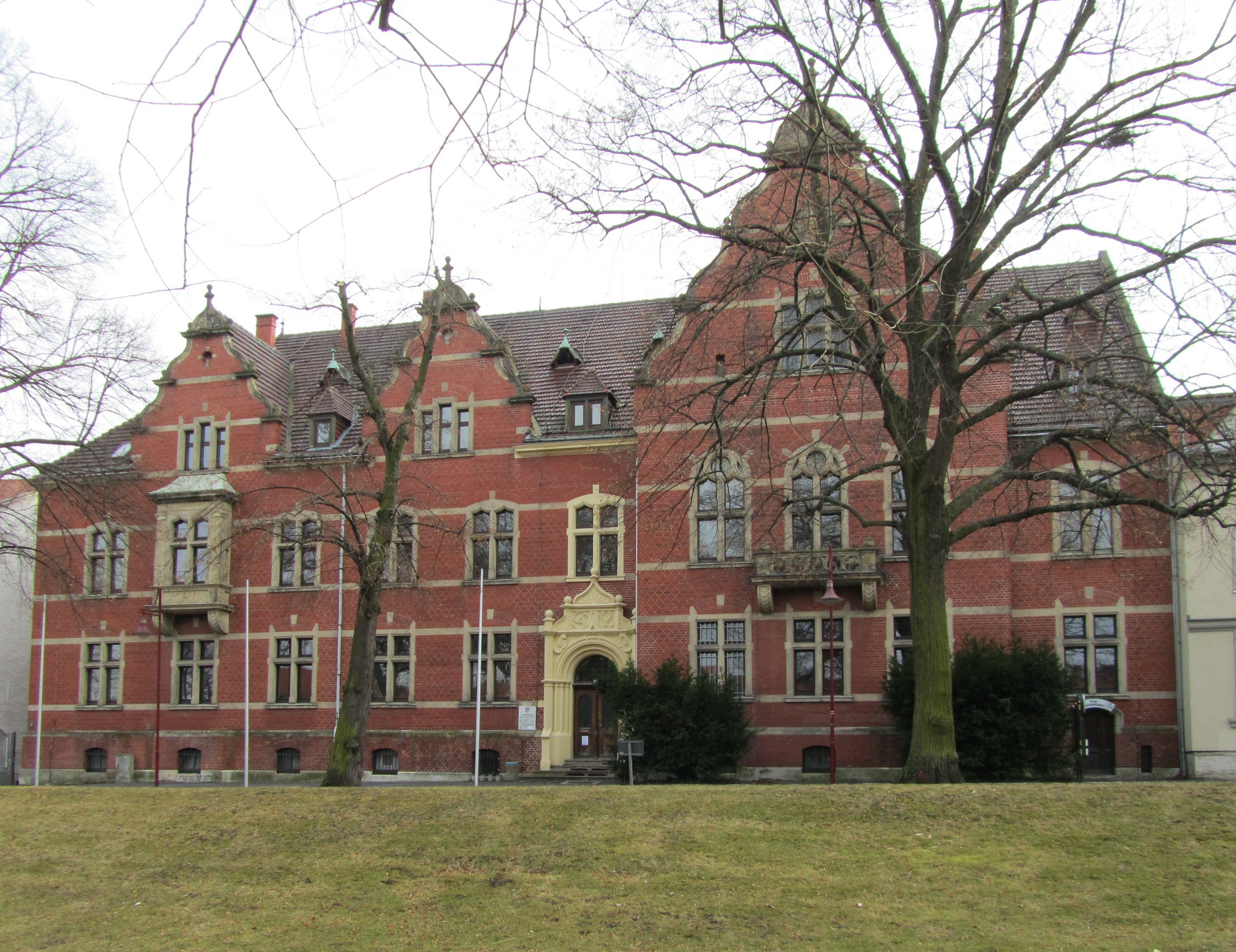
Landratsamt in Mühlhausen

### Kreistag
Die 46 Sitze im Kreistag verteilen sich folgendermaßen auf die einzelnen Parteien:
| Partei    | Sitze   | Sitzverteilung im Kreistag Unstrut-Hainich seit 2024Insgesamt 46 Sitze - Linke: 3 - SPD: 10 - Grüne: 1 - FDP: 1 - FWG-UH: 8 - ABL: 2 - CDU: 10 - AfD: 11 |
| AfD       | 11 (+3) | Sitzverteilung im Kreistag Unstrut-Hainich seit 2024Insgesamt 46 Sitze - Linke: 3 - SPD: 10 - Grüne: 1 - FDP: 1 - FWG-UH: 8 - ABL: 2 - CDU: 10 - AfD: 11 |
| SPD       | 10 (+1) | Sitzverteilung im Kreistag Unstrut-Hainich seit 2024Insgesamt 46 Sitze - Linke: 3 - SPD: 10 - Grüne: 1 - FDP: 1 - FWG-UH: 8 - ABL: 2 - CDU: 10 - AfD: 11 |
| CDU       | 10 (−2) | Sitzverteilung im Kreistag Unstrut-Hainich seit 2024Insgesamt 46 Sitze - Linke: 3 - SPD: 10 - Grüne: 1 - FDP: 1 - FWG-UH: 8 - ABL: 2 - CDU: 10 - AfD: 11 |
| FWG-UH    | 8 (+2)  | Sitzverteilung im Kreistag Unstrut-Hainich seit 2024Insgesamt 46 Sitze - Linke: 3 - SPD: 10 - Grüne: 1 - FDP: 1 - FWG-UH: 8 - ABL: 2 - CDU: 10 - AfD: 11 |
| DIE LINKE | 3 (−2)  | Sitzverteilung im Kreistag Unstrut-Hainich seit 2024Insgesamt 46 Sitze - Linke: 3 - SPD: 10 - Grüne: 1 - FDP: 1 - FWG-UH: 8 - ABL: 2 - CDU: 10 - AfD: 11 |
| ABL       | 2 (+2)  | Sitzverteilung im Kreistag Unstrut-Hainich seit 2024Insgesamt 46 Sitze - Linke: 3 - SPD: 10 - Grüne: 1 - FDP: 1 - FWG-UH: 8 - ABL: 2 - CDU: 10 - AfD: 11 |
| GRÜNE     | 1 (−2)  | Sitzverteilung im Kreistag Unstrut-Hainich seit 2024Insgesamt 46 Sitze - Linke: 3 - SPD: 10 - Grüne: 1 - FDP: 1 - FWG-UH: 8 - ABL: 2 - CDU: 10 - AfD: 11 |
| FDP       | 1 (−2)  | Sitzverteilung im Kreistag Unstrut-Hainich seit 2024Insgesamt 46 Sitze - Linke: 3 - SPD: 10 - Grüne: 1 - FDP: 1 - FWG-UH: 8 - ABL: 2 - CDU: 10 - AfD: 11 |

(Stand: Kommunalwahl am 26. Mai 2024)

### Landrat
Landrat des Unstrut-Hainich-Kreises ist seit dem 1. Juli 2024 Thomas Ahke (Freie Wähler). Er setzte sich bei den  Landratswahlen 2024 in der Stichwahl gegen Harald Zanker (SPD) durch, der den Unstrut-Hainich-Kreis seit der Bildung des Landkreises 1994 geleitet hatte. Beigeordnete des Unstrut-Hainich-Kreises sind Jeremi Schmalz (CDU) und Maria Stecher (SPD).

### Wappen
Das Wappen des Unstrut-Hainich-Kreises berücksichtigt die verschiedenen historischen Zugehörigkeiten der ehemaligen Herrschaftsgebiete.
- Schwarzer Adler und die Mühlsteine: Die ehemals Freie Reichsstadt Mühlhausen mit den dazugehörigen Gemeinden wird damit repräsentiert
- Rot gestreifter Löwe: Zur ehemaligen Landgrafschaft Thüringen gehörende Gemeinden werden symbolisiert.
- Mainzer Rad: Das ehemals zum Kurfürstentum Mainz gehörende, 1816 preußisch gewordene Eichsfeld findet hier seinen Ausdruck.
- Zwölfendiges Geweih: Die ehemals zum Fürstentum Schwarzburg-Rudolstadt gehörenden Gemeinden werden damit vertreten.

Eine Übersicht zu den Wappen der Städte und Gemeinden des Landkreises findet man in der Liste der Wappen im Unstrut-Hainich-Kreis.

## Wirtschaft und Infrastruktur

### Wirtschaft
Holz- und Möbelproduktion, Elektronik, Dachziegelproduktion, Kammgarnherstellung und die Textilindustrie sind neben dem Handwerk und der Landwirtschaft wichtige Branchen im Landkreis. Der Unstrut-Hainich-Kreis verfügt über eine landwirtschaftliche Fläche von 73.488 ha.
Der Unstrut-Hainich-Kreis hatte im April 2024 eine Arbeitslosenquote von 7,5 Prozent. Somit lag der Landkreis über dem Landesdurchschnitt von 6,3 Prozent und über dem Bundesdurchschnitt von 6,0 Prozent.

### Verkehr

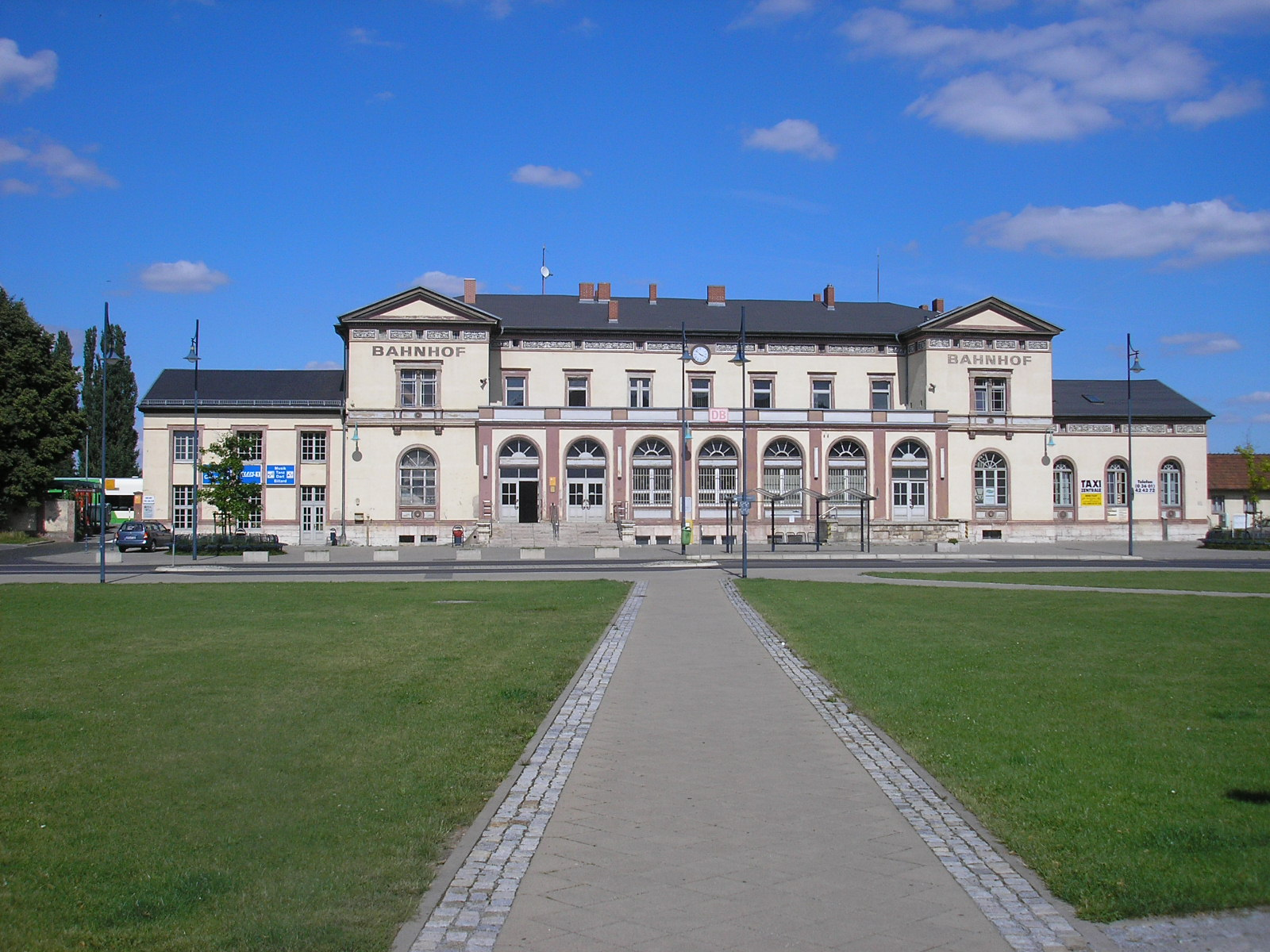
Der Bahnhof in Mühlhausen

#### Straßenverkehr
Der Kreis wird in Nord-Süd-Richtung von der B 247 und in Ost-West-Richtung von der B 249 durchkreuzt. Der Osten des Kreises wird zudem von der Bundesstraße 84 durchquert; in Bad Langensalza zweigt von dieser die Bundesstraße 176 in Richtung Straußfurt ab. Anschluss an das Autobahnnetz besteht außerhalb der Kreisgrenzen bei Eisenach (BAB 4) und Leinefelde-Worbis bzw. Bleicherode (BAB 38). Bedeutende Landesstraßen sind die L 1042 Andisleben-Döllstedt-Tonna-Bad Langensalza und die L 1016 Niedergebra-Keula-Mühlhausen-Vogtei-Mihla-Eisenach.

#### Öffentlicher Personennahverkehr
Wichtigste Bahnstrecke im Kreisgebiet ist die Bahnstrecke Gotha–Bad Langensalza–Mühlhausen–Leinefelde. Sie ist bedeutsam als direkte Bahnverbindung nach Erfurt und Göttingen mit Anschlussmöglichkeit an ICE-Züge Richtung Hannover und Hamburg. Eine regional bedeutsame Nebenstrecke, die teilweise im Unstrut-Hainich-Kreis verläuft, ist die Bahnstrecke Großheringen–Sömmerda–Straußfurt.
Stillgelegt und teilweise abgebaut wurden die Strecken Mühlhausen–Schlotheim, Straußfurt–Döllstädt, Mühlhausen–Heyerode–Treffurt und Leinefelde–Dingelstädt–Geismar (Kanonenbahn).
Im Übrigen wird der öffentliche Personennahverkehr durch Regionalbuslinien der Regionalbus-Gesellschaft Unstrut-Hainich- und Kyffhäuserkreis sichergestellt, welche sich in 100%igem Eigentum des Landkreises befindet.

#### Luftverkehr
Für kleine Privatflugzeuge besitzt der Kreis den Flugplatz Obermehler-Schlotheim bei Mühlhausen.

## Gemeinden
Mühlhausen ist als Mittelzentrum mit Teilfunktionen eines Oberzentrums ausgewiesen. Als Mittelzentrum ausgewiesen ist Bad Langensalza.
Grundzentren sind Bad Tennstedt, Nottertal-Heilinger Höhen, Südeichsfeld und Unstrut-Hainich.
(Einwohner am 31. Dezember 2024)
| gemeinschaftsfreie Gemeinden 1. Bad Langensalza, Stadt (16.717) 2. Mühlhausen/Thüringen, Große kreisangehörige Stadt (36.353) 3. Südeichsfeld, Landgemeinde (6.419) 4. Unstrut-Hainich, Landgemeinde (6.378) 5. Unstruttal (5.993) | erfüllende Gemeinden 1. Herbsleben (2.781), erfüllende Gemeinde auch für 1. Großvargula (689) 2. Nottertal-Heilinger Höhen, Stadt, Landgemeinde (5.750), erfüllende Gemeinde auch für 1. Körner (1.604) 2. Marolterode (289) 3. Vogtei, Landgemeinde (4.180), erfüllende Gemeinde auch für 1. Kammerforst (776) 2. Oppershausen (273) |  |

Verwaltungsgemeinschaften

* Sitz einer Verwaltungsgemeinschaft
- 1. Verwaltungsgemeinschaft Bad Tennstedt (6.411)

1. Bad Tennstedt, Stadt * (2.399)
2. Ballhausen (821)
3. Blankenburg (161)
4. Bruchstedt (268)
5. Haussömmern (198)
6. Hornsömmern (144)
7. Kirchheilingen (754)
8. Kutzleben (607)
9. Mittelsömmern (189)
10. Sundhausen (362)
11. Tottleben (139)
12. Urleben (369)

Zu den Begriffen „Verwaltungsgemeinschaft“ bzw. „erfüllende Gemeinde“ siehe Verwaltungsgemeinschaft und erfüllende Gemeinde (Thüringen).

## Gebietsveränderungen

### Gemeinden
- Auflösung der Gemeinden Diedorf, Faulungen, Schierschwende und Wendehausen – Neubildung der Gemeinde Katharinenberg (21. April 1995)
- Auflösung der Gemeinden Ammern, Dachrieden, Eigenrode, Horsmar, Kaisershagen und Reiser – Neubildung der Gemeinde Unstruttal (2. September 1995)
- Auflösung der Gemeinden Kleinkeula, Menteroda, Sollstedt und Urbach – Neubildung der Gemeinde Menteroda (1. August 1996)
- Auflösung der Gemeinden Bickenriede, Dörna, Hollenbach, Lengefeld und Zella – Neubildung der Gemeinde Anrode (1. Januar 1997)
- Auflösung der Gemeinden Heyerode, Katharinenberg, Hildebrandshausen und Lengenfeld unterm Stein – Neubildung der Landgemeinde Südeichsfeld (1. Dezember 2011)
- Auflösung der Gemeinden Langula, Niederdorla und Oberdorla – Neubildung der Landgemeinde Vogtei (31. Dezember 2012)
- Auflösung der Gemeinde Weinbergen – Eingliederung nach Mühlhausen/Thüringen (1. Januar 2019)
- Auflösung der Gemeinden Altengottern, Flarchheim, Großengottern, Heroldishausen, Mülverstedt und Weberstedt – Neubildung der Landgemeinde Unstrut-Hainich (1. Januar 2019)
- Auflösung der Gemeinde Klettstedt – Eingliederung nach Bad Langensalza (1. Januar 2019)
- Auflösung der Gemeinden Bothenheilingen, Issersheilingen, Kleinwelsbach, Neunheilingen, Obermehler und der Stadt Schlotheim – Neubildung der Stadt und Landgemeinde Nottertal-Heilinger Höhen (31. Dezember 2019)
- Auflösung der Gemeinden Anrode, Dünwald und Menteroda – Eingliederung der Ortsteile Bickenriede und Zella der Gemeinde Anrode sowie der Ortsteile Beberstedt und Hüpstedt der Gemeinde Dünwald in die Stadt Dingelstädt im Landkreis Eichsfeld; Eingliederung der Ortsteile Dörna und Lengefeld der Gemeinde Anrode, des Ortsteils Zaunröden der Gemeinde Dünwald sowie der Gemeinde Menteroda in die Gemeinde Unstruttal; Eingliederung des Ortsteils Hollenbach der Gemeinde Anrode in die Stadt Mühlhausen/Thüringen (1. Januar 2023)
- Auflösung der Gemeinde Rodeberg – Eingliederung des Ortsteils Struth in die Stadt Dingelstädt im Landkreis Eichsfeld; Eingliederung des Ortsteils Eigenrieden in die Stadt Mühlhausen/Thüringen (1. Januar 2024)
- Auflösung der Gemeinde Schönstedt – Eingliederung nach Unstrut-Hainich (1. Januar 2024)
- Eingliederung der Gemeinde Hallungen aus dem Wartburgkreis in die Landgemeinde Südeichsfeld (1. Januar 2024)

### Verwaltungsgemeinschaften und erfüllende Gemeinden
- Erweiterung der Verwaltungsgemeinschaft Hildebrandshausen/Lengenfeld unterm Stein um die Gemeinde Rodeberg (30. September 1994)
- Die Stadt Schlotheim wird erfüllende Gemeinde für Bothenheilingen, Issersheilingen, Kleinwelsbach, Körner, Marolterode und Neunheilingen (9. März 1995)
- Die Gemeinde Herbsleben wird erfüllende Gemeinde für Großvargula (31. März 1995)
- Auflösung der Verwaltungsgemeinschaft Diedorf – Bildung der Gemeinde Katharinenberg (20. April 1995)
- Auflösung der Verwaltungsgemeinschaft Unstrut-Luhne – Bildung der Gemeinde Unstruttal aus den Mitgliedsgemeinden (1. September 1995)
- Auflösung der Verwaltungsgemeinschaft Menteroda – Bildung der Gemeinde Menteroda aus den Mitgliedsgemeinden, mit Ausnahme der Gemeinde Obermehler; die Stadt Schlotheim wird die erfüllende Gemeinde (1. August 1996)
- Auflösung der Verwaltungsgemeinschaft Landgraben-West – Bildung der Gemeinde Anrode aus den Mitgliedsgemeinden und der Gemeinde Lengefeld (1. Januar 1997)
- Erweiterung der Verwaltungsgemeinschaft Unstrut-Hainich um die Gemeinde Schönstedt (1. Januar 1997)
- Die Stadt Schlotheim ist nicht länger erfüllende Gemeinde für Bothenheilingen, Issersheilingen, Kleinwelsbach, Körner, Marolterode, Neunheilingen und Obermehler – Bildung der Verwaltungsgemeinschaft Schlotheim (12. März 1999)
- Auflösung der Verwaltungsgemeinschaft Hildebrandshausen/Lengenfeld unterm Stein – Bildung der Landgemeinde Südeichsfeld aus den Mitgliedsgemeinden, mit Ausnahme der Gemeinde Rodeberg; Südeichsfeld wird die erfüllende Gemeinde (1. Dezember 2011)
- Auflösung der Verwaltungsgemeinschaft Vogtei – Bildung der Landgemeinde Vogtei aus den Mitgliedsgemeinden, mit Ausnahme der Gemeinden Kammerforst und Oppershausen; Vogtei wird die erfüllende Gemeinde (31. Dezember 2012)
- Auflösung der Verwaltungsgemeinschaft Unstrut-Hainich – Bildung der Landgemeinde Unstrut-Hainich aus den Mitgliedsgemeinden, mit Ausnahme der Gemeinde Schönstedt; Unstrut-Hainich wird die erfüllende Gemeinde (1. Januar 2019)
- Ausgliederung der Gemeinde Klettstedt aus der Verwaltungsgemeinschaft Bad Tennstedt (1. Januar 2019)
- Auflösung der Verwaltungsgemeinschaft Schlotheim – Bildung der Stadt und Landgemeinde Nottertal-Heilinger Höhen, mit Ausnahme der Gemeinden Körner und Marolterode; Nottertal-Heilinger Höhen wird die erfüllende Gemeinde (31. Dezember 2019)
- Die Gemeinde Südeichsfeld ist nicht länger erfüllende Gemeinde für Rodeberg (1. Januar 2024)
- Die Gemeinde Unstrut-Hainich ist nicht länger erfüllende Gemeinde für Schönstedt (1. Januar 2024)

## Kfz-Kennzeichen
Am 1. Juli 1994 wurden dem Landkreis die Kfz-Unterscheidungszeichen LSZ (Bad Langensalza) und MHL (Mühlhausen/Thüringen) zugewiesen. Diese wurden am 1. Februar 1995 von UH abgelöst. Seit dem 24. November 2012 sind in Zusammenhang mit der Kennzeichenliberalisierung wieder die Kürzel LSZ und MHL erhältlich.